# Přebor Královéhradeckého kraje 2004/2005
V utkáních Přeboru Královéhradeckého kraje 2004/2005 se utkalo 16 týmů dvoukolovým systémem podzim - jaro. Tento ročník začal v srpnu 2004 a skončil v červnu 2005.
Z Divize C 2003/2004 do soutěže sestoupil tým RMSK Cidlina Nový Bydžov. Postup do Divize C 2005/2006 si zajistil vítězný tým TJ Slavoj Předměřice nad Labem. Sestoupily poslední 2 týmy.

## Konečná tabulka Přeboru Královéhradeckého kraje 2004/2005
| Poř. | Tým                            | Z  | V  | R | P  | VG | OG | B  |
| ---- | ------------------------------ | -- | -- | - | -- | -- | -- | -- |
| 1.   | TJ Slavoj Předměřice nad Labem | 30 | 25 | 4 | 1  | 88 | 15 | 79 |
| 2.   | RMSK Cidlina Nový Bydžov (S)   | 30 | 19 | 4 | 7  | 73 | 41 | 61 |
| 3.   | FK Trutnov                     | 30 | 13 | 8 | 9  | 63 | 38 | 47 |
| 4.   | SK Přepychy                    | 30 | 13 | 8 | 9  | 62 | 48 | 47 |
| 5.   | 1. FK Nová Paka                | 30 | 14 | 4 | 12 | 54 | 48 | 46 |
| 6.   | FC Spartak Rychnov nad Kněžnou | 30 | 12 | 7 | 11 | 43 | 51 | 43 |
| 7.   | FK Náchod-Deštné „B“           | 30 | 12 | 5 | 13 | 65 | 52 | 41 |
| 8.   | FC Olympia Hradec Králové (N)  | 30 | 12 | 5 | 13 | 62 | 63 | 41 |
| 9.   | FK Kostelec nad Orlicí (N)     | 30 | 11 | 7 | 12 | 40 | 46 | 40 |
| 10.  | TJ Jiskra Česká Skalice        | 30 | 11 | 7 | 12 | 41 | 54 | 40 |
| 11.  | TJ Velešov Doudleby nad Orlicí | 30 | 11 | 6 | 13 | 42 | 50 | 39 |
| 12.  | TJ Sokol Libáň                 | 30 | 10 | 5 | 15 | 44 | 72 | 35 |
| 13.  | FC Milíčeves                   | 30 | 10 | 4 | 16 | 45 | 50 | 34 |
| 14.  | Sokol Lhota pod Libčany        | 30 | 9  | 7 | 14 | 51 | 62 | 34 |
| 15.  | TJ Rudník                      | 30 | 8  | 3 | 19 | 45 | 97 | 27 |
| 16.  | FC Nový Hradec Králové         | 30 | 4  | 8 | 18 | 31 | 62 | 20 |

Poznámky:
- Z = Odehrané zápasy; V = Vítězství; R = Remízy; P = Prohry; VG = Vstřelené góly; OG = Obdržené góly; B = Body; (S) = Mužstvo sestoupivší z vyšší soutěže; (N) = Mužstvo postoupivší z nižší soutěže (nováček)

|  | Postup do Divize C 2005/2006             |
|  | Sestup do příslušné I. A třídy 2005/2006 |